# Ту-2000
Ту-2000 — советский проект воздушно-космического бомбардировщика, созданный в ОКБ Туполева. Работа над проектом началась в 1970-х годах. В годы перестройки расходы на проект были урезаны. Из-за недостатка финансирования проект был рассекречен и переведён на коммерческую основу. Но привлечь инвесторов не удалось и проект был заморожен.

## История
Работа над проектом началась в 1970-х годах. ОКБ Туполева начало разработку воздушно-космического самолёта со стартовой массой примерно 300 тонн. Рассматривались различные варианты, как, например, жидкостный ракетный двигатель на тепловыделяющих элементах, ядерная силовая установка, плазменный или ионный двигатель.
Причиной появления советских воздушно-космических сил стало появление «Space Shuttle». Работы активировались в 1981 году. Через три года была предложена авиакосмическая система на базе одноступенчатого орбитального самолёта с жидкостным ракетным двигателем, которая могла запускаться и с земли, и с самолётов-носителей. Однако вскоре для повышения экономичности и увеличения запаса топлива был предложен вариант с комбинированной силовой установкой (ТРД+ПВРД+ЖРД), который и стал прообразом Ту-2000.
Самолёт был выполнен по схеме «бесхвостка», имел расположенный под фюзеляжем двигатель и треугольное крыло малого удлинения. Центром конструкции стала силовая установка, которая включала:
- 4 ТРД в хвостовой части фюзеляжа;
- основной разгонный широкодиапазонный ПВРД в задней части фюзеляжа;
- 2 ЖРД для маневрирования на орбите.

Установка большого числа двигателей была обусловлена требованиями максимальной экономичности на различных режимах. Большая часть объёма самолёта была занята топливными баками с жидким водородом. Экипаж из двух человек располагался в носовой части фюзеляжа. Система автоматического спасения экипажа обеспечивала спасение на высотах от нулевой до максимальной. Носовая часть, включая кабину, была отделяемой. Рассматривались два варианта: спасаемая на парашюте кабина и катапультируемые самолётные сиденья.
Радиоэлектронное оборудование располагалось за кабиной экипажа. В этот же отсек убиралась носовая стойка шасси. Топливный бак с жидким водородом занимал среднюю и заднюю части фюзеляжа. Бак с кислородом, который использовался как окислитель для ЖРД, располагался в хвосте фюзеляжа. Жидкий водород использовался как горючее для всех двигателей и поступал из единой топливной системы.
Шасси предлагалось исполнить по нормальной трёхстоечной схеме с носовым колесом: основные стойки одноколёсные, убирались в отсеки фюзеляжа; передняя стойка имела спаренные колёса малого диаметра с высоким давлением.
ВКС должен был взлетать со стандартных взлётно-посадочных полос длиной до 3 км, на дозвуковой скорости разворачиваться после взлёта, чтобы попасть в заданную точку начала разгона и перед посадкой, чтобы сесть на заданный аэродром; менять аэродромы базирования; разгоняться до нужной скорости и высоты, вплоть до выхода на круговую орбиту; выполнять неоднократные орбитальные маневры; выполнять орбитальный автономный полёт продолжительностью до суток; выполнять крейсерский полёт в атмосфере с гиперзвуковыми скоростями; тормозить и снижаться при возвращении с орбиты; маневрировать при разгоне до орбитальных параметров и снижении; менять параметры орбиты.
Ускорению работ способствовала информация об американском проекте Rockwell X-30, над которым шла работа в рамках проекта NASP (National Aero-Space Plane). В 1986 году были изданы два постановления правительства о разработке аналогичного проекта. 1 сентября того же года Министерством обороны было выпущено техническое задание на одноступенчатый многоразовый ВКС, способный решать задачи в атмосфере и ближнем космосе и выполнять скоростную межконтинентальную трансатмосферную транспортировку.
Реализовать проект предполагалось в два этапа:
1. Создание самолёта Ту-2000А с полётной массой 70-90 тонн и скоростью 6 Мах на высоте 30 км. Длина ВКС должна была составить 60 м, стреловидность по передней кромке — 70 градусов, размах крыла — 14 м.
2. Второй этап предполагал различные варианты реализации: Ту-2000Б, МВКС и пассажирский гиперзвуковой лайнер:
  - Ту-2000Б представлял собой двухместный бомбардировщик, имевший дальность полёта 10 тысяч км и взлётный вес 350 тонн. 6 двигателей обеспечивали скорость 6 Мах на высоте 30 км.
  - Вариант МВКС должен был иметь взлётный вес 260 тонн, высоту полёта более 60 км и скорость 15-25 Мах. Он смог бы выводить нагрузку 8-10 тонн на орбиту высотой 200 км.
  - Детальная проработка проекта гиперзвукового лайнера не проводилась, поскольку не считалась приоритетной.

К моменту распада СССР работы над проектом были в разгаре. Перестройка привела к снижению расходов на проект. Тем не менее, к декабрю 1991 года были уже изготовлены многие элементы конструкции: кессон крыла из никелевого сплава, часть фюзеляжа, криогенные топливные баки, композитные топливопроводы. Для сравнения, американский проект Х-30 в это время застрял на постройке секции фюзеляжа. Проект Ту-2000 мог быть реализован к 2000 году, но ситуация вокруг проекта изменилась.
Ввиду отсутствия финансирования летом 1992 года проект рассекретили и вынуждены были перевести на коммерческую основу. Макет МВКС был представлен на выставке «Мосаэрошоу-92». Высшее руководство страны обещало поддержать проект для поднятия престижа страны, но ничего не сделало. Вскоре финансирование было прекращено вовсе.
В настоящее время проект заморожен. В ценах 1995 года один Ту-2000 стоил 450 млн долларов, а затраты на опытно-конструкторские работы составляли 5,29 млрд долларов. При 20 пусках в год стоимость одного пуска должна была составить 13,6 млн долларов. При наличии необходимого финансирования проект можно было бы завершить за 13-15 лет. Проект американского аналога Х-30 также был свёрнут в 1992 году по причине прекращения финансирования, а в 1993 году программа была закрыта окончательно.

## Тактико-технические характеристики[1]
| Характеристики Ту-2000                                                       | Вариант     | Вариант             | Вариант       |
| Характеристики Ту-2000                                                       | Ту-2000А    | Ту-2000 (МВКС)      | Ту-2000Б      |
| ---------------------------------------------------------------------------- | ----------- | ------------------- | ------------- |
| Экипаж                                                                       |             |                     | 2             |
| Размеры                                                                      |             |                     |               |
| Длина фюзеляжа, м                                                            | 55—60       |                     | 100           |
| Размах крыла, м                                                              | 14          |                     | 40,7          |
| Площадь крыла, м²                                                            | 160         |                     | 1250          |
| Стреловидность крыла по передней кромке                                      | 70°         |                     |               |
| Массы                                                                        |             |                     |               |
| Взлётная, тонн                                                               | 70—90       | 260                 | 350           |
| Пустого                                                                      | 40          |                     | 200           |
| Масса полезной нагрузки, выводимой на орбиту (высота орбиты до 200 км), тонн |             | 8—10                |               |
| Силовая установка                                                            |             |                     |               |
| Двигатели                                                                    | ТРД + ГПВРД | 8 ТРД + ГПВРД + ЖРД | 6 ТРД + ГПВРД |
| Тяга, кгc                                                                    | 90000       |                     |               |
| Полный запас топлива, тонн                                                   | 35—50       |                     |               |
| Лётные данные (расчётные)                                                    |             |                     |               |
| Скорость полёта, M                                                           | 5—6         | 15—25               | 6             |
| Высота полёта, км                                                            | 30          | 60—200              | 30            |
| Практическая дальность, км                                                   |             |                     | 10 000        |